# Лицар у чорному
«Лицар у чорному» (англ. Black Knight, кор. 택배기사, буквально «водій-кур'єр») — південнокорейський серіал 2023 року, фантастичний бойовик-антиутопія, знятий режисером Чо І Сок за власним сценарієм на основі однойменного вебтуну Лі Юн Кюн.
Серіал зображує антиутопічне майбутнє у 2071 році, де після знищення більшої частини світу астероїдом та значного забруднення повітря виживання людей залежить від сервісів доставлення води.
Серіал вийшов на потоковій платформі Netflix 12 травня 2023 року.

## Основний акторський склад
- Кім У Бін — доставник води «5-8», легендарний лицар.
- Сон Син Хон[en] — Рю Сок, багатий спадкоємець Cheonmyeong Group (Чонмьон), який править світом за допомогою кисню.
- Кан Ю Сок — Юн Са Уль, хлопець-біженець, який мріє стати схожим на «Лицаря в чорному».
- Чхве Син Хон — юний Са Уль.
- Esom[en] — Чон Соль А, офіцер воєнної розвідки, зведена сестра Са Уль.

## Виробництво
Над серіалом працювала найкраща корейська команда візуальних ефектів VFX Studio Westworld («Милий дім», 2020; «Гра в кальмара», 2021; «Усі ми мертві», 2022). Для натурних сцен були підготовлені засипаний піском будівельний майданчик площею 50 тис. пхьонів (близько 165 тис. м²) та кілометрова ґрунтова дорога. За словами представника Westworld Лі Бьон Джу, знімання відбувалися в районі Баянзаг у Монголії та Хонгорин-Елс у пустелі Гобі.
Бюджет 6-серійного проєкту склав близько 20 млн доларів.